# Nipponoserica takeuchii
Nipponoserica takeuchii är en skalbaggsart som beskrevs av Hirasawa 1991. Nipponoserica takeuchii ingår i släktet Nipponoserica och familjen Melolonthidae. Inga underarter finns listade i Catalogue of Life.